# Cratere Viento
Viento è un cratere sulla superficie di 243 Ida.